# Шишунов, Иван Алексеевич
 Иван Алексеевич Шишунов  (21 января 1925 — 23 марта 1945) — советский военнослужащий, пулемётчик 322-го гвардейского стрелкового полка (103-я гвардейская стрелковая дивизия, 37-й гвардейский стрелковый корпус, 9-я гвардейская армия, 3-й Украинский фронт). Герой Советского Союза (1945, посмертно).

## Биография
Родился 21 января 1925 года в деревне Высочки Ленинского уезда Московской губернии в крестьянской семье, русский. Окончил 4 класса.
В марте 1943 года Талдомским РВК Московской области призван в РККА. С февраля 1945 года воевал на 3-м Украинском фронте.
Пулемётчик 322-го гвардейского стрелкового полка гвардии младший сержант Шишунов совершил героический поступок в боях за населённый пункт Варпалота (Венгрия).
Из наградного листа:

В уличных боях за город Варпалота 21 марта 1945 года рота, в которой служил Шишунов, встретила сильный пулемётный огонь врага из дома. Шишунов попросил командира разрешить ему уничтожить пулемёт. Под ураганным огнём врага Шишунов подобрался к дому и гранатами подорвал пулемёт, пренебрегая смертью ворвался в дом и из автомата уничтожил гитлеровцев, оборонявших дом и прислугу пулемёта. До взвода солдат противника пытались снова овладеть домом. Тогда Шишунов лёг за вражеский пулемёт. 23 немецких солдата расстрелял Шишунов, но дома не оставил. В этом бою герой Шишунов был ранен, но оставался в строю. Батальон выбил немцев из города на южную окраину. Но в это время 7 немецких танков выскочили из-за укрытия и помчались на боевые порядки батальона. В эти тяжелые минуты боя Шишунов, будучи уже ранен, совершил героический подвиг. Он взял две противотанковые гранаты и пополз навстречу головному танку врага. В это время Шишунов был вторично ранен, но полз к цели. И когда танк подошёл вплотную, он, поднялся, собрав последние силы, бросился под танк. Гвардии младший сержант погиб смертью героя, но вместе с ним подорвался на гранатах немецкий танк. Остальные вражеские танки повернули обратно. Своим героическим подвигом Шишунов обеспечил выполнение боевой задачи батальона и части.

Указом Президиума Верховного Совета СССР от 29 июня 1945 года за образцовое выполнение боевых заданий командования на фронте борьбы с немецкими захватчиками и проявленные при этом отвагу и геройство гвардии младшему сержанту Шишунову Ивану Алексеевичу присвоено звание Героя Советского Союза с вручением ордена Ленина и медали «Золотая Звезда» (посмертно).
Гвардии младший сержант Шишунов похоронен в деревне Папкеси (венг. Papkeszi), Венгрия.

## Награды
- Медаль «Золотая Звезда» (29.06.1945)[4][5];
- орден Ленина (29.06.1945);
- орден Отечественной войны I степени (09.11.1945)[3].